# Товарищ бригада
«Товарищ бригада» — советский двухсерийный телефильм 1973 года режиссёра Григория Липшица по роману Петра Лебеденко «Льды уходят в океан».

## Сюжет
В одном из крупных портовых городов члены одной бригады на судостроительном заводе — влюблённые в одну девушку молодой сварщик Марк Талалин и бригадир Илья Беседин не могут найти истинных причин своих производственных разногласий и конфликтов.

## В ролях
- Николай Мерзликин — Марк Талалин, сварщик
- Вадим Спиридонов — Илья Семёнович Беседин, бригадир
- Нина Маслова — Марина Санина
- Галина Логинова — Людмила Краснова, сварщица
- Михаил Глузский — Пётр Константинович Смайдов, парторг
- Алексей Кожевников — Харитон Езерский, член бригады Беседина
- Борис Юрченко — Клим Думин, член бригады Беседина
- Андрей Праченко — Костя Байкин
- Александр Милютин — Дима Баклан, член бригады Беседина
- Виктор Степаненко — Андреевич, член бригады Беседина
- Юрий Вереникин — Степан Ваненга, крановщик
- Станислав Бородокин — Саня Кердыш, крановщик
- Юрий Саранцев — Василий Степанович Борисов, начальник отдела кадров
- Людмила Сосюра — Анна, сестра Марины
- Дмитрий Бокалов — капитан
- Паул Буткевич — член экипажа
- Николай Скоробогатов — Павел Семёнов, работник мастерской «Металлоремонт»
- Людмила Лобза — официантка

## Съёмки
Начало фильма снято в Николаеве, но в основном съёмки велись в рижском районе Вецмилграв.

## Фестивали и награды
Фильм «Товарищ бригада» был признан лучшим телефильмом на I-ом Всесоюзном смотре телефильмов о рабочем классе проходившем в Донецке в 1974 году, определяющим стало мнение председателя жюри — сталевара мартеновского цеха Макеевского металлургического завода, Героя Социалистического Труда Виктора Никитенко:

Хорош телефильм «Товарищ Бригада». Никитенко сказал о нём в своем стиле: Вот, понимаешь, сидят здесь на актёрах рабочие каски, как влитые. Без притворства картина…— Советский экран, 1974